# Kiescollegeverkiezingen 2019
De kiescollegeverkiezingen 2019 waren reguliere Nederlandse verkiezingen die werden gehouden op 20 maart 2019. Bij deze verkiezingen werden voor het eerst de leden gekozen voor de kiescolleges voor de Eerste Kamer in de openbare lichamen Bonaire, Saba en Sint Eustatius van Caribisch Nederland. Deze leden stemden vervolgens bij de Eerste Kamerverkiezingen 2019.

## Aanloop
In deze drie openbare lichamen werden voor de eerste keer verkiezingen gehouden voor de kiescolleges. De openbare lichamen zijn niet bij een provincie ingedeeld.
Om stemgerechtigd te zijn diende men de Nederlandse nationaliteit te hebben, op de dag van de stemming ten minste achttien jaar oud te zijn en op de dag van de kandidaatstelling te wonen in het openbare lichaam waarvoor de verkiezing plaatsvond.
Ingezetenen van het Europese deel van Nederland kozen op dezelfde datum hun afgevaardigden voor de Provinciale Staten.
Op dezelfde datum werden op Bonaire en Saba eilandsraadsverkiezingen en in het Europese deel van Nederland waterschapsverkiezingen gehouden.

## Resultaten

### Kiescollege Bonaire

#### Opkomst
|                   | 2019   | 2019  |
| # stemmen         | %      |       |
| ----------------- | ------ | ----- |
| Kiesgerechtigden  | 12.649 |       |
| Niet opgekomen    | 5.439  | 43,00 |
| Opkomst           | 7.210  | 57,00 |
| Ongeldige stemmen | 93     | 1,29  |
| Blanco stemmen    | 324    | 4,49  |
| Geldige stemmen   | 6.793  | 94,22 |

#### Uitslagen
| Politieke partij                       | Stemmen | Zetels |
| -------------------------------------- | ------- | ------ |
| Movementu di Pueblo Boneriano (M.P.B.) | 3.097   | 4      |
| DEMOKRAT                               | 2.166   | 3      |
| U.P.B.                                 | 1.530   | 2      |
| Totaal                                 | 6.793   | 9      |

### Kiescollege Saba

#### Opkomst
|                   | 2019 | 2019  |
| # stemmen         | %    |       |
| ----------------- | ---- | ----- |
| Kiesgerechtigden  | 905  |       |
| Niet opgekomen    | 241  | 36,63 |
| Opkomst           | 664  | 73,37 |
| Ongeldige stemmen | 3    | 0,45  |
| Blanco stemmen    | 4    | 0,60  |
| Geldige stemmen   | 657  | 98,95 |

#### Uitslagen
| Politieke partij | Stemmen | Zetels |
| ---------------- | ------- | ------ |
| WIPM             | 547     | 4      |
| S.L.P.           | 110     | 1      |
| Totaal           | 657     | 5      |

### Kiescollege Sint Eustatius

#### Opkomst
|                   | 2019  | 2019  |
| # stemmen         | %     |       |
| ----------------- | ----- | ----- |
| Kiesgerechtigden  | 1.864 |       |
| Niet opgekomen    | 1.490 | 79,94 |
| Opkomst           | 374   | 20,06 |
| Ongeldige stemmen | 3     | 0,80  |
| Blanco stemmen    | 5     | 1,34  |
| Geldige stemmen   | 366   | 97,86 |

#### Uitslagen
| Politieke partij | Stemmen | Zetels |
| ---------------- | ------- | ------ |
| DP               | 366     | 5      |
| Totaal           | 366     | 5      |

2019 · 2023